# Doxocopa agathina
Doxocopa agathina är en fjärilsart som beskrevs av Pieter Cramer 1777. Doxocopa agathina ingår i släktet Doxocopa och familjen praktfjärilar. Inga underarter finns listade i Catalogue of Life.

## Bildgalleri

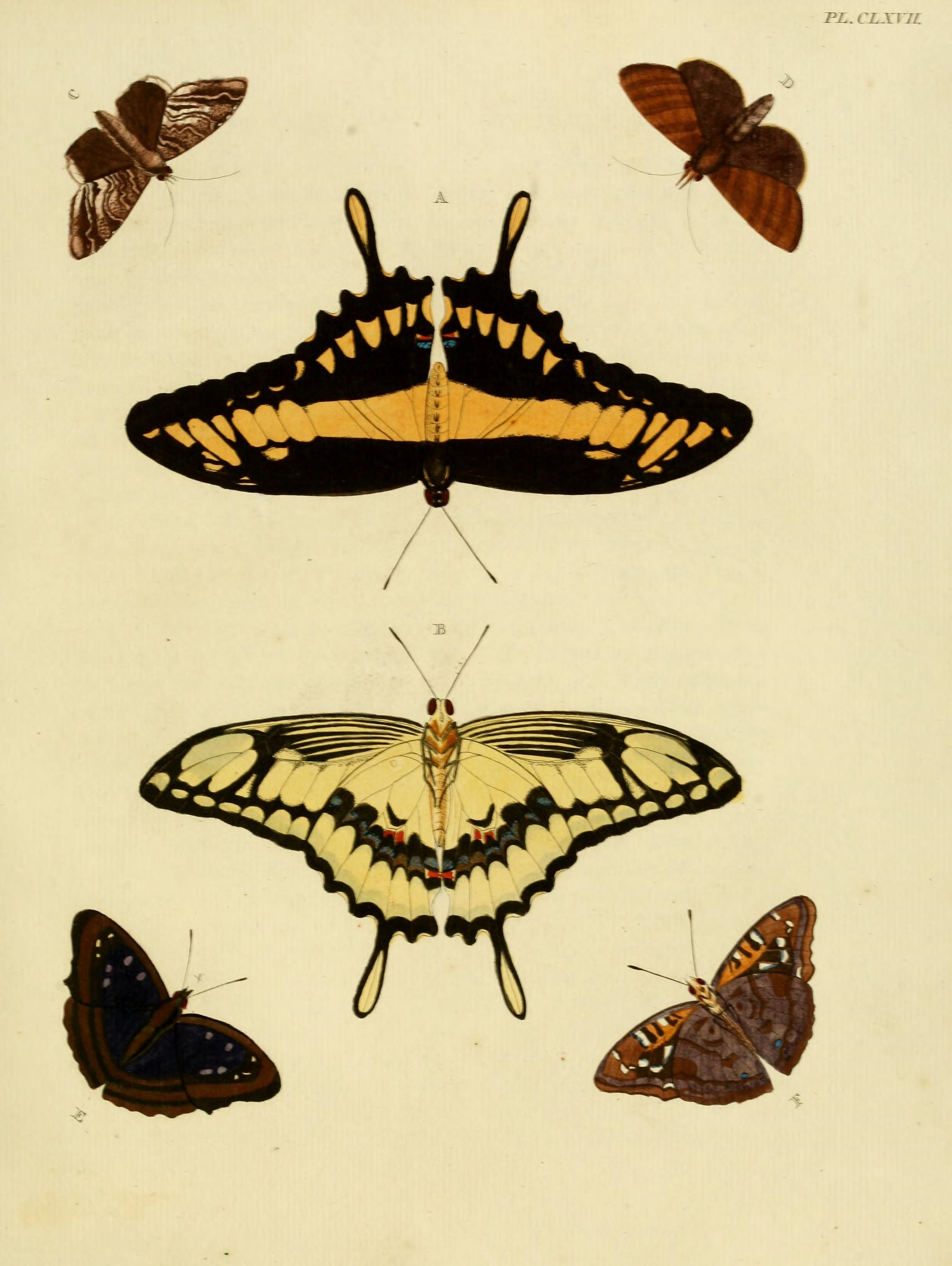
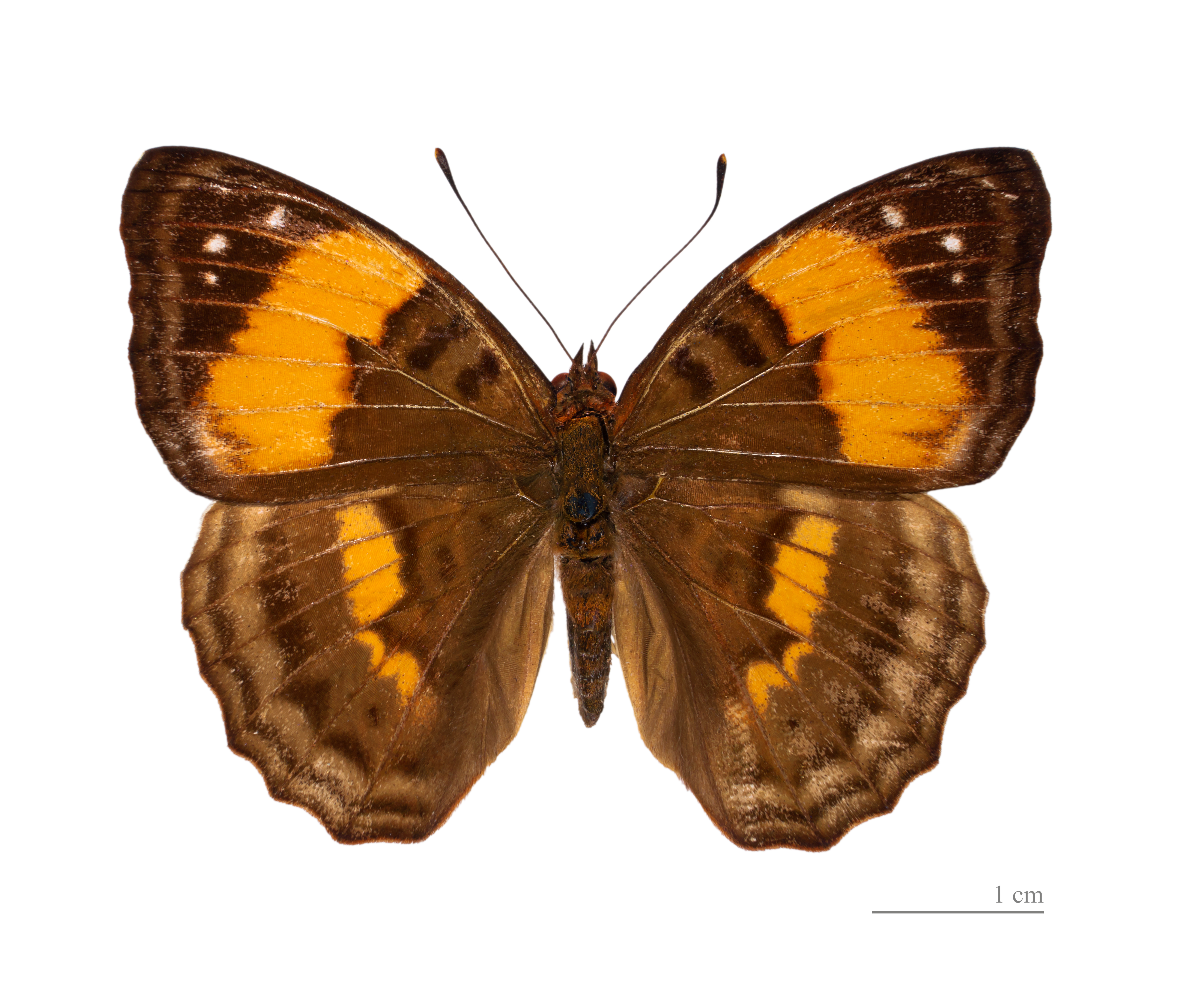
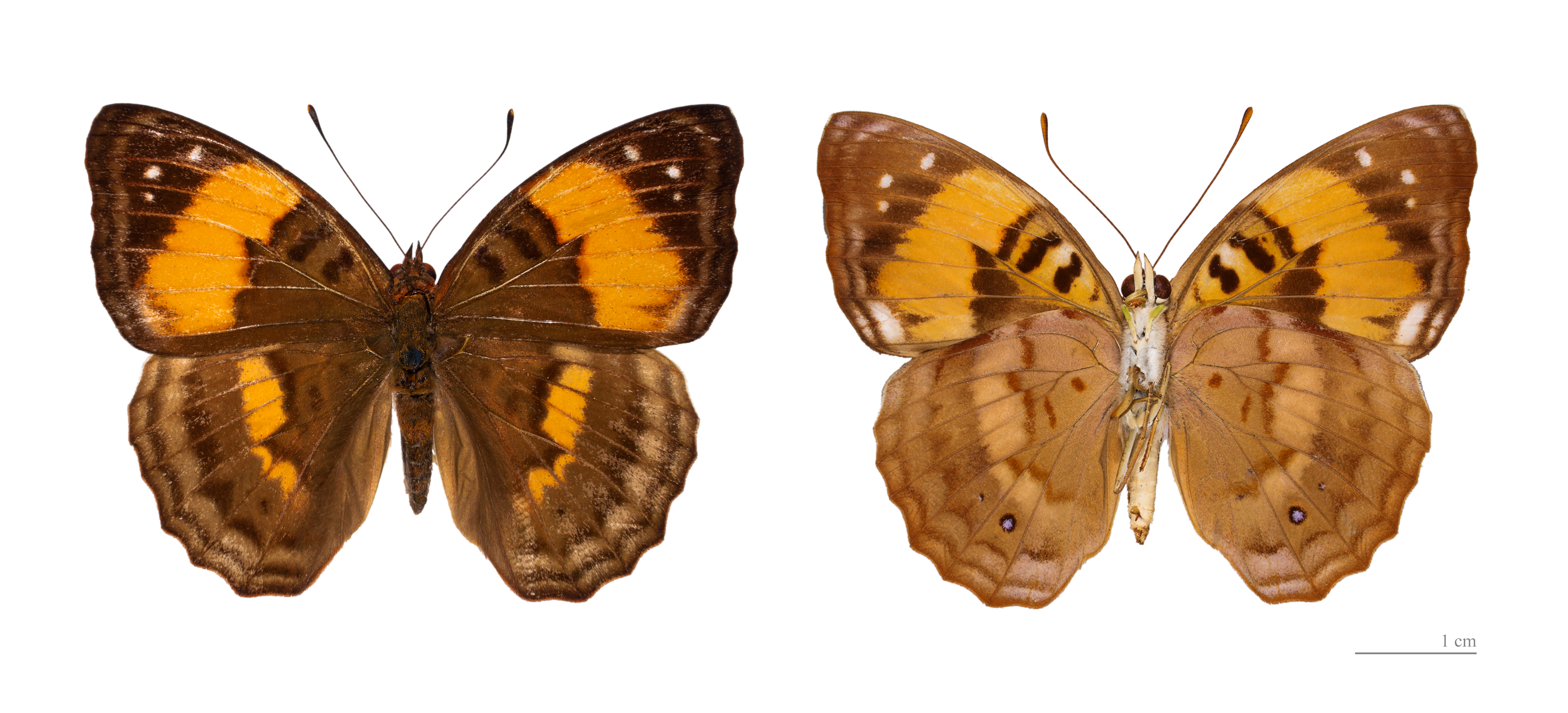
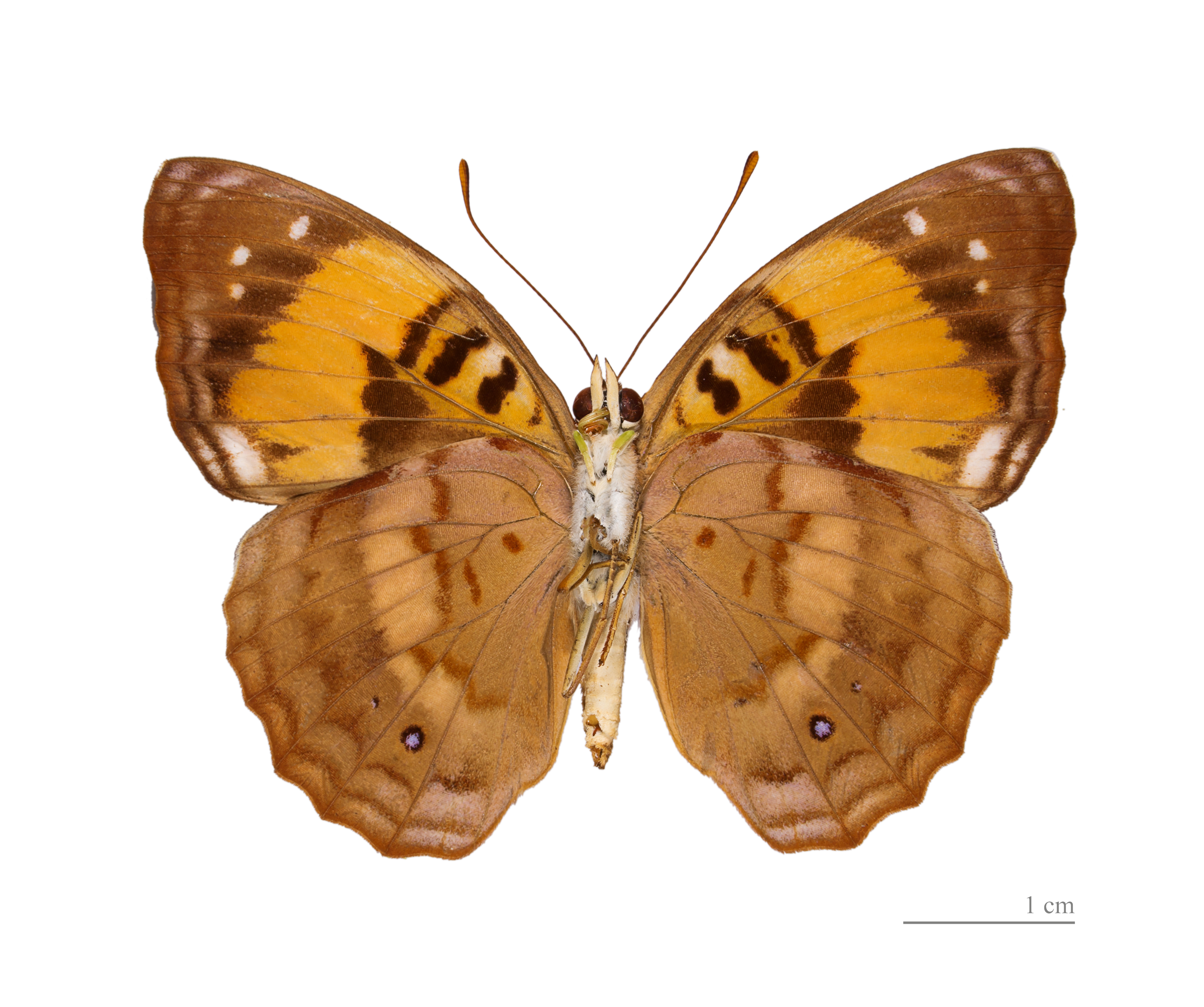
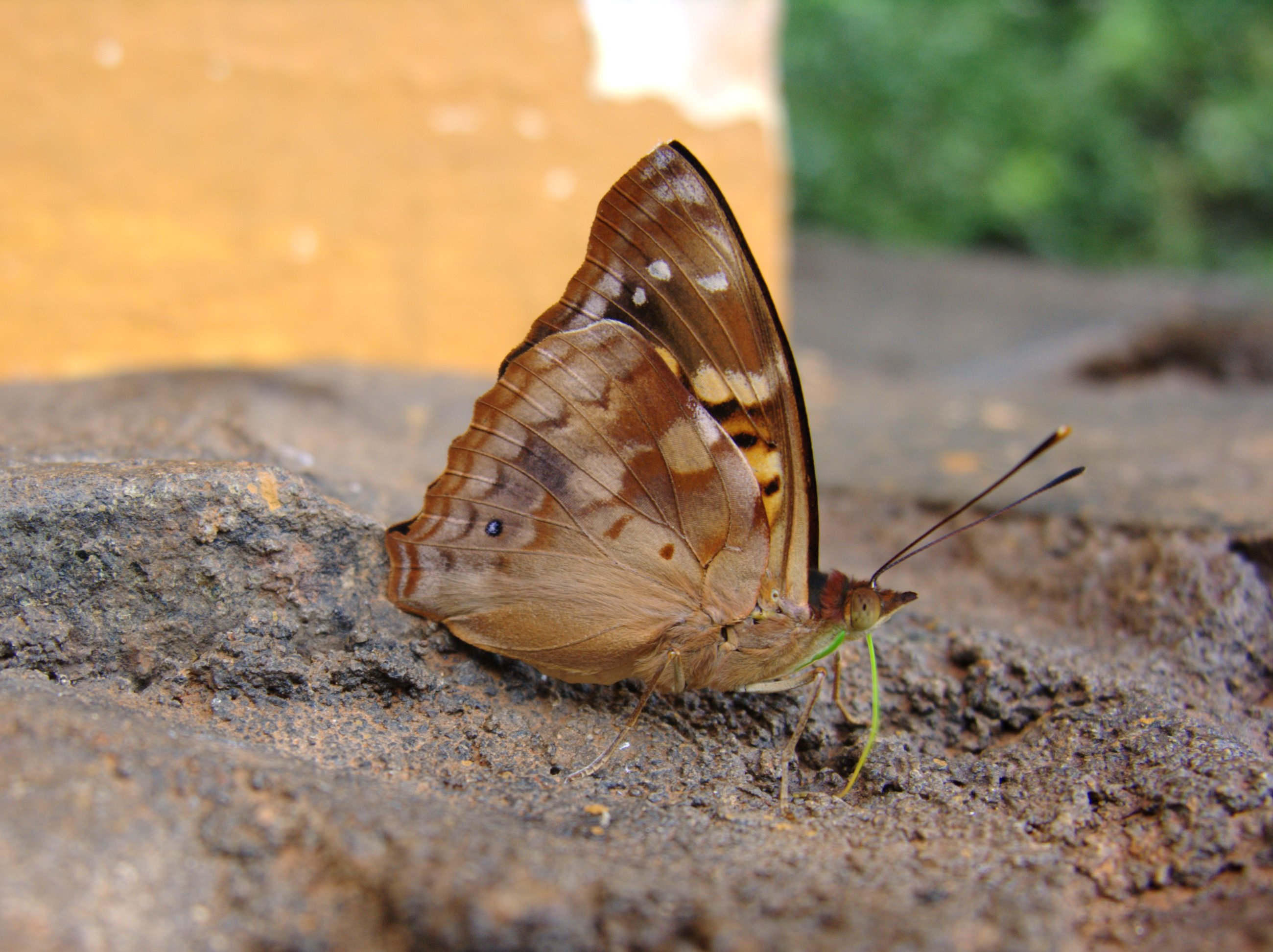